# Моара де Жос (Муреш)
Моара де Жос (рум. Moara de Jos) насеље је у Румунији у округу Муреш у општини Таурени. Oпштина се налази на надморској висини од 290 m.

## Становништво
Према подацима из 2002. године у насељу је живело 72 становника, од којих су сви румунске националности.